# Aursund
Aursund o Aursunden es un lago natural situado en el municipio de Røros, en el condado de Trøndelag, Noruega. El pueblo de Brekken se encuentra en la orilla oriental y el de Glåmos en la occidental.
El lago, de 46.4 kilómetros cuadrados, recibe varios flujos de agua, como los lagos Rien, Riasten y Bolagen. La salida está regulada por una presa hidroeléctrica a través de la cual el agua pasa al río Glomma. El lago tiene unos 22 kilómetros de largo y unos 5 kilómetros de ancho. La parte más profunda del lago alcanza los 52 metros de profundidad.
Aursunden se cita a menudo como la fuente del río Glomma, el río más largo y más grande de Noruega. Las cabeceras reales están próximas a Aursunden, cerca del comienzo del valle de Glommadal. Los lugareños afirman que la cabecera del río Glomma es Mustjønna, un pequeño lago situado a unos 30 kilómetros al norte de Aursunden.